# Sole Ardente
Sole Ardente (Sunfire), il cui vero nome è Shiro Yoshida (吉田 四郎?, Yoshida Shirō), è un personaggio dei fumetti statunitensi creato da Roy Thomas (testi) e Don Heck (disegni) nel 1970, pubblicato dalla Marvel Comics. La sua prima apparizione è in X-Men (prima serie) n. 64.
Sole Ardente è un mutante giapponese dotato di un carattere deciso e arrogante, capace di generare sfere di plasma incendiato e di volare. Non adatto al lavoro di squadra, Sole Ardente è stato nelle file degli X-Men, ai quali però non è molto legato.

## Biografia del personaggio

### Origini
La madre di Shiro Yoshida e di sua sorella Leyu viene colpita dalle radiazioni della bomba nucleare caduta su Hiroshima, in Giappone. Come risultato i due fratelli possiedono gli stessi poteri mutanti. Tuttavia sembra che il gene mutante fosse già nella famiglia dei due, dato che anche il loro parente Silver Samurai è un mutante.
La madre di Shiro muore per il cancro da radiazioni quando lui è un bambino e quindi, lui cresce odiando sempre più gli Stati Uniti, nonostante l'influenza del padre diplomatico che appoggiava gli USA. Il bramoso Zio Tomo ispira Shiro ad assumere l'identità segreta di Sole Ardente e ad attaccare l'America con i suoi poteri. Poco tempo dopo si lancia all'attacco di Washington, dove combatte contro gli X-Men. Tornato a casa scopre che Tomo aveva appena ucciso suo padre. Sconvolto dal gesto dello zio, lo elimina e si arrende alle autorità.

### X-Men
Mesi dopo, Xavier recluta Sole Ardente in una nuova squadra di X-Men per salvare gli abitanti di Krakoa, l'Isola Vivente in Giant Sized X-Men n. 1. Shiro accompagna i giovani X-Men in questa missione, ma abbandona la squadra prima di essere ufficialmente dichiarato parte della squadra. Ciò è per lo più una conseguenza del suo carattere arrogante e irrazionale.
Sole Ardente appare occasionalmente in vari fumetti della Marvel. In alcuni casi il suo temperamento lo ha portato a scontrarsi con personaggi come Iron Man, Rogue e Wolverine.
Nel 1998, la Marvel pubblica una miniserie intitolata "Sole Ardente e i Sei Grandi Eroi" riguardante un gruppo di supereroi arruolati dal governo giapponese e capitanati da Shiro stesso.
Sole Ardente incontra di nuovo gli X-Men quando viene rapito da Apocalisse, perché possiede il "DNA Armonico" che permette ad Apocalisse di acquisire il potere di modificare la realtà.
In seguito Sole ardente diventa membro della X-Corporation, un'organizzazione non governativa che tutela i diritti dei mutanti.

### Rogue
Tempo dopo si scopre che Sole Ardente lavora per la Confraternita dei mutanti malvagi assieme a Mystica e a Rogue. Si affianca a loro anche una ragazza chiamata Blindspot, che in quel periodo era alleata con la Confraternita e possedeva il potere di cancellare e ripristinare la memoria. I quattro vanno in missione per rubare i progetti riguardanti l'adamantio appartenenti a Lord Dark Wing, il pad. Mystica taglierà in seguito i rapporti con Blindspot. Una volta terminato il suo lavoro per Magneto e la Confraternita cancella la memoria a tutti quelli che la conoscevano così che nessuno potesse ricordarsi di lei.
In seguito, Blindspot scopre che Lord Dark Wing vuole la morte dei quattro per avergli rubato i progetti. Pensando che i suoi compagni potevano essere in pericolo, senza ricordi riguardo alla missione, la ragazza ritorna in Giappone per cancellare i ricordi dello studioso riguardo al furto. Quando arriva lì scopre che sua figlia, Lady Deathstrike, lo aveva già ucciso. Blindspot riesce tuttavia a cancellare le memorie della donna lo stesso.
Ma più tardi Deathstrike, ormai più macchina che donna, riesce a recuperare la sua memoria, come si fa con un Hard Drive. La donna robot cattura Blindspot e invia a Sole Ardente, a Rogue e a Mystica una foto che li ritrae assieme alla ragazza. Allora Rogue si reca a Tokyo per incontrare Sole Ardente, la cui reputazione era stata rovinata dalla foto; assieme scoprono perché erano ritratti in essa e chi era il responsabile di ciò.
I due vanno da Lady Deathstrike che, nella violenta battaglia, taglia le gambe a Shiro, lasciandolo in condizioni critiche. Rogue si arrende alla donna, che la imprigiona assieme a Sole Ardente. Qui la mutante incontra Blindspot, che le ripristina la memoria e le spiega cosa stava succedendo.
Quando Deathstrike scopre che i tre non erano direttamente responsabili del furto dell'adamantio, decide di ucciderli e distruggere ogni prova di ciò che aveva fatto. Sole Ardente, molto debole, chiede a Rogue di assorbire i suoi poteri e di eliminare Lady Deathstrike. Rogue aveva perso da poco i poteri di Carol Danvers che le aveva assorbito, quindi esitava. Allora Blindspot la spinge sulla faccia di Shiro, provocando l'assorbimento dei poteri del ragazzo e probabilmente la sua morte. Con ciò, ora Rogue contiene dentro di sé la personalità di Sole Ardente, come era successo per Ms. Marvel.
Sotto il controllo del ragazzo, Rogue attacca la donna robot e la ferisce gravemente. Gli X-Men arrivano in tempo per intervenire, ma Blindspot cancella tutti i ricordi dei suoi compagni mutanti nella mente della ragazza, facendo in modo che li vedesse come nemici. Dopo una breve lite, la memoria di Rogue viene ripristinata e comunica agli X-Men cos'era successo a Sunfire. Dopo essersi recati dove era tenuto il corpo del mutante, scoprono che non c'era più.

### Cavaliere di Apocalisse
Sole Ardente perde i poteri durante la Decimation ma probabilmente li recupera.
In X-Men n. 182, si scopre che Shiro era stato salvato da un misterioso gruppo di Ninja, e portato in un ospedale di Aspen. Dopo essersi svegliato dal coma in cui era caduto, il miglior specialista mondiale in protesi, Msanori Kazuya, si offre di curarlo. Prima che le ragioni del salvataggio venissero rivelate, Apocalisse si presenta a lui e gli offre una possibilità di vendetta e il recuperamento delle gambe e poteri, in cambio del servizio vuole che Sole Ardente si unisca a lui come uno dei Nuovi Cavalieri dell'Apocalisse.
Sole Ardente accetta ma, dopo essere stato messo in una prigione e dopo aver sentito le urla di Gazer (un altro Nuovo Cavaliere), tenta di scappare. Catturato da Apocalisse e dal suo collaboratore Ozymandias, viene trasformato nel Cavaliere della Fame. Quando il supercriminale lancia il suo attacco agli X-Men, con i suoi nuovi poteri Sole Ardente provoca un forte senso di debolezza e di fame nei presenti. Durante il combattimento, Havok lo abbatte e Rogue, avendolo riconosciuto, lo porta via subito. Dopo lo scontro viene curato nel Laboratorio Medico di Xavier da Emma Frost, che tenta di risvegliare la parte buona del suo animo. In seguito Apocalisse manda Guerra, ovvero Gazer, a recuperare Fame, ma Shiro si libera dal controllo mentale di Apocalisse e attacca il suo Cavaliere. Sole Ardente viene visto per l'ultima volta correre via con in spalla il corpo esanime di Gambit, un ex-X-Men diventato Cavaliere come lui.
In seguito Shiro e Remy si aggregano ai Marauders di Sinistro, e avranno uno scontro con Cable e altri X-Men.

### Messiah Complex
Sole Ardente viene mandato assieme a Gambit e al resto dei Marauders in Alaska alla ricerca del primo bambino nato dopo la Decimation: lì si sono scontrati con i Purificatori, discepoli di William Stryker il cui scopo è lo sterminio della razza mutante. Ciclope sospetta che i Marauders siano riusciti a recuperare il neonato. Shiro, successivamente, è parte dello scontro con Alfiere a Muir Island per il destino del piccolo. Fugge con i rimanenti Marauders dopo che Xavier rimane ferito nella battaglia.

### Vendicatore
Qualche tempo dopo, viene trovato da Wolverine in un vicolo di Tokyo, dove vive come un barbone. Logan gli offre di unirsi alla Squadra Unione dei Vendicatori; inizialmente riluttante, Sole Ardente accetta dopo aver saputo che il Teschio Rosso si è innestato le cellule cerebrali del defunto Xavier.

## Altre versioni

### L'era di Apocalisse
Durante L'era di Apocalisse, il Giappone viene distrutto da Olocausto, uno dei Cavalieri di Apocalisse. Shiro, sopravvissuto al massacro, viene catturato e usato come cavia da Maximus (Morte) per i suoi esperimenti. I suoi poteri vengono spinti fino al limite, tanto da lasciarlo avvolto dalla fiamme permanentemente. Shiro viene salvato dagli X-Men e si unisce a loro con il nome Sole Ardente. Il mutante indossa una tuta per contenere i suoi poteri, altrimenti sarebbe costantemente incendiato. Infuriato per la distruzione della sua nazione Shiro prende parte alla squadra di Rogue che viene mandata a Chicago per sconfiggere Olocausto tornato all'attacco.

### House of M
Nel crossover House of M, Sole Ardente diventa Imperatore del Giappone. Sotto il suo comando, la nazione prospera e si sviluppa dallo stato di povertà in cui era. Segretamente, Sole Ardente è uno dei capi del Progetto: Genesi, un progetto messo in piedi dalla filiale giapponese della S.H.I.E.L.D. con lo scopo di aumentare le nascite di mutanti umani nel paese. Quando un gruppo di agenti SHIELD in addestramento, I Satiri, scoprono l'esistenza del Progetto mentre indagavano su un gruppo di terroristi, l'imperatore Sole Ardente dice loro che si trattava di un progetto per riciclare i rifiuti di cibo.

## Parentele
Sole Ardente è il fratello di Leyu Yoshida, ovvero la supereroina Pira Ardente, che possiede gli stessi poteri sul fuoco della famiglia. Inoltre è anche il cugino di Silver Samurai e della sua sorellastra Mariko Yoshida, una delle ultime fidanzate di Wolverine.

## Poteri e abilità
Sole Ardente è in grado di assorbire le radiazioni solari e di convertirle in energia plasma che va a fuoco a contatto con l'ossigeno. Può utilizzare il suo potere attraverso le mani, creando: sfere di calore, radiazioni mortali, onde d'urto esplosive o semplici fiammate. Sole Ardente può vedere il calore emesso dagli esseri viventi, grazie alla sua vista a infrarossi. Grazie ai suoi poteri, Shiro è immune al calore estremo e alle radiazioni solari.
Dopo la sua trasformazione in Fame, il Cavaliere di Apocalisse, Sole Ardente acquisisce l'abilità di creare flash di luce che colpiscono la sezione del cervello che controlla la fame, provocando in ogni persona che è soggetto ai flash un forte senso di debolezza e fame.
Sole Ardente è molto esperto nelle arti marziali, in particolar modo nella scherma giapponese.

## Altri media

### Televisione
Sole Ardente appare in:
- L'Uomo Ragno e i suoi fantastici amici; nel doppiaggio italiano il suo nome viene adattato in "Alba di Fuoco".
- Insuperabili X-Men

- Disk Wars: Avengers.

### Videogiochi
- Sole Ardente viene menzionato ne Il Punitore.
- Sole Ardente appare come personaggio giocabile in X-Men Legends II: L'Era di Apocalisse.
- Sole Ardente viene menzionato in Marvel: La Grande Alleanza.
- Sole Ardente appare in Marvel: Avengers Alliance.
- Sole Ardente appare in Marvel Strike Force.

## Pubblicazioni

### USA
- Alpha Flight (seconda serie) n. 1-5, n. 7-9, n. 12-13, n. 17
- Vendicatori (prima serie) n. 117
- Avengers della Costa Ovest n. 71, n. 74
- Cable (seconda serie) n. 76
- Deathlok (seconda serie) n. 3-4
- Giant-Size X-Men n. 1, 3
- Incredibile Hulk (seconda serie) n. 279
- Iron Fist/Wolverine n. 2-4
- Iron Man (prima serie) n. 68-70, n. 98-99
- Marvel Super Heroes: L gara dei Campioni n. 1-3
- Marvel Team-Up (terza serie) n. 4-6, n. 8-9
- Marvel Universe: La Fine n. 5-6
- Maximum Security n. 1-3
- Nuovi Mutanti vol. 1 n. 93-94
- Rogue (terza serie) n. 7-11
- Namor (prima serie) n. 52-53
- Sunfire & I Sei Grandi Eroi n. 1-3
- Uncanny X-Men n. 94, n. 118-120, n. 181, n. 284-286, n. 377-379
- Wolverine (seconda serie) n. 55-56, n. 60
- X-Men (prima serie) n. 64
- X-Men (seconda serie) n. 93-94, n. 96-98
- X-Men: Sole Nero n. 1-5
- X-Men: Liberatori n. 2

#### Cavaliere della Fame
- X-Men (seconda serie) nn. 182-187